# Informatieratio
De informatieratio is een meting voor het risico gecorrigeerd rendement van een belegging. Het deelt het actieve rendement door de tracking error. 
De definitie luidt:
{\displaystyle IR={\frac {E[R_{p}-R_{b}]}{\sigma }}={\frac {\alpha }{\omega }}={\frac {E[R_{p}-R_{b}]}{\sqrt {\mathrm {var} [R_{p}-R_{b}]}}}},
waar:
- {\displaystyle R_{p}} het rendement is van de belegging ((als stochastische variabele),
- {\displaystyle R_{b}} het rendement van een benchmark,
- {\displaystyle \alpha =E[R_{p}-R_{b}]} het verwachte overschot van het rendement over de benchmark is,
- {\displaystyle \omega =\sigma } de standaarddeviatie van het actieve rendement of de tracking error.

De informatieratio wordt gebruikt om de vaardigheid van de beheerders van beleggings- of  hedgefondsen te beoordelen. Van de beheerder wordt een outperfomance verwacht en dit kan alleen gerealiseerd worden door de portefeuille te laten afwijken van de benchmark. De afwijking, of het nemen van risico, is de bron voor het extra rendement. De informatieratio is een geschikt instrument om de vaardigheid te meten. Het actieve rendement, dat is het verschil van {\displaystyle R_{p}} en {\displaystyle R_{b}},  wordt gedeeld door de hoeveelheid risico die de beheerder neemt ten opzichte van de benchmark. Hoe hoger de informatieratio, hoe hoger het actieve rendement van de portefeuille gezien de extra risico’s die zijn genomen en hoe beter de beheerder. Als vuistregel geldt dat bij een informatieratio van 0,5 of hoger de beheerder zijn werk goed doet. 
De informatieratio is goed vergelijkbaar met de Sharpe ratio. Het belangrijkste verschil is dat bij Sharpe de vergelijking wordt gemaakt tussen het rendement van de belegging en een risicoloze belegging. Bij de informatieratio wordt het verschil berekend tussen de belegging en de benchmark van de belegging, bijvoorbeeld een aandelenindex. De benchmark kan een risicoloze belegging zijn, maar zal dat vaak niet het geval zijn. De Sharpe ratio is in feite een unieke informatieratio. Om twee beleggingsfondsen met een verschillende benchmark te vergelijken, geeft de Sharpe ratio een betere uitkomst dan de informatieratio.